# Turniansky hradný vrch
Turniansky hradný vrch (pol. Turniański Wierch Zamkowy; 374 m n.p.m.) – wyniosłe wzgórze w południowo-wschodniej Słowacji, kończące długi grzbiet (słow. Hradná stráň) wybiegający w kierunku południowo-wschodnim z masywu Płaskowyżu Zadzielskiego i zapadający w głąb młodszych sedymentów Kotliny Turniańskiej. Zgodnie z obowiązującym na Słowacji podziałem geomorfologicznym kraju wzgórze to zaliczane jest już do Kotliny Koszyckiej, jednak z punktu widzenia geologii i litologii należy je łączyć ze wspomnianym płaskowyżem, zaliczanym do Krasu Słowacko-Węgierskiego. Wraz ze znajdującymi się na szczycie wzgórza ruinami Zamku Turniańskiego jest charakterystyczną dominantą wyżej wymienionej kotliny, wznosząc się 180 m ponad położoną u jego stóp wieś Turňa nad Bodvou.

## Charakterystyka
Wzgórze, które oglądane od południowego wschodu przedstawia formę prawie idealnego stożka, połączone jest z masywem Płaskowyżu Zadzielskiego długim, wąskim grzbietem i oddzielone od niego wyraźnym, szerokim siodłem (296 m n.p.m.). Jego stoki są prawie na całym obwodzie strome i zupełnie nierozczłonkowane. Na wzgórzu, zbudowanym podobnie jak i wspomniany grzbiet, w większości z jasnych, triasowych wapieni typu „wetterstein”, występuje znaczne nagromadzenie zjawisk krasowych, zarówno powierzchniowych (lapiaz) jak i podziemnych (jaskinie). Wapienne podłoże, południowa ekspozycja oraz nieznaczny wpływ gospodarki człowieka w ostatnich wiekach spowodowały wykształcenie się na zboczach wzgórza specyficznych sucho- i ciepłolubnych zespołów roślinności z licznymi rzadkimi i chronionymi gatunkami flory i fauny, co czyni z niego jedną z najcenniejszych osobliwości przyrodniczych nie tylko Krasu Słowackiego, ale i całej Słowacji. Z tego względu już od 1964 r. większa część stoków jest chroniona, obecnie w rezerwacie przyrody Turniansky hradný vrch. Całość leży w granicach Parku Narodowego Kras Słowacki.

## Turystyka
Wzgórze wraz ze znajdującymi się na jego szczycie ruinami zamku jest dostępne znakowanymi szlakami turystycznymi: niebieskim  z miejscowości Turňa nad Bodvou lub od górnego wylotu  Doliny Zadzielskiej oraz żółtym  z miejscowości Háj.